# تسانغ كين فونغ
تسانغ كين فونغ (بالصينية: 曾健晃) هو لاعب كرة قدم صيني في مركز الهجوم، ولد في 2 يناير 1993 في هونغ كونغ في الصين. لعب مع نادي سون هي ونادي كيتشي.

## وصلات خارجية
- تسانغ كين فونغ على موقع قاعدة بيانات كرة القدم.إي يو (الإنجليزية)
- تسانغ كين فونغ على موقع Soccerway.com (الإنجليزية)